# Balmerino
Balmerino ist eine Ortschaft in der schottischen Council Area Fife. Sie liegt rund sechs Kilometer südwestlich von Dundee und 16 Kilometer nordwestlich von St Andrews am Südufer des Firth of Tay.

## Geschichte
Die Geschichte Balmerinos ist eng mit dem im Jahre 1229 gegründeten Zisterzienserkloster Balmerino Abbey verknüpft. Henry Scrymgeour-Wedderburn, 11. Earl of Dundee übergab das im Laufe der schottischen Reformation zerstörte Kloster 1936 in die Hände des National Trust for Scotland, der es seitdem betreut.
Noch im späten 18. Jahrhundert besaß Balmerino einen Hafen, welchen die Stadt Dundee als Nebenhafen am gegenüberliegenden Firth-of-Tay-Ufer betrieb. Hundert Jahre später war dieser bereits außer Betrieb und die Einwohner gingen der Fischerei nach. Seit 1987 ist die Ortschaft als Conservation Area geschützt. In Balmerino befindet sich ein spanischer Kastanienbaum, der zu den ältesten des Landes zählt.
Während im Jahre 1831 noch 1055 Einwohner in Balmerino gezählt wurden, sank die Einwohnerzahl innerhalb von 50 Jahren auf 664 ab. Lebten 1991 noch 120 Personen in der Ortschaft, waren es zehn Jahre später nur noch 45.